# 아마가사 다이키
아마가사 다이키(일본어: 天笠 泰輝, 2000년 5월 11일~)는 일본의 축구 선수이다.

## 구단 경력
그는 2020년 7월 J2리그의 더스파구사쓰 군마(더스파 군마)에 입단했다. 2024년까지 99경기에 출전하여, 3득점을 넣었다. 2025년 오이타 트리니타로 이적했다.